# Glasgow Science Centre
Glasgow Science Centre är ett vetenskapscentrum och en turistattraktion i Glasgow i Skottland. Centrumet ligger på södra sidan av floden Clyde och öppnades 2001.
Centrumet består av tre byggnader: en IMAX-biograf, det 127 meter höga Glasgow Tower och huvudbyggnaden som innehåller själva vetenskapscentrumet och ett planetarium. Glasgow Tower har ett rekord i Guinness rekordbok som det högsta tornet i världen som i sin helhet kan rotera 360°. Tornet har formen av en flygplansvinge och är datorstyrt så att det vänder sig mot vinden för att reducera luftmotståndet.
Glasgow Science Centre finns i området Clyde Waterfront Regeneration på södra stranden av floden Clyde i Glasgow.  Drottning Elizabeth II öppnade centret den 5 juli 2001. Det är en av Skottlands mest populära betalda turistattraktioner. Det är ett specialbyggt vetenskapscenter som består av tre huvudbyggnader: Science Mall, Glasgow Tower och en IMAX-biograf. Glasgow Science Centre är en registrerad välgörenhetsorganisation enligt skotsk lag.
Den skotska turiststyrelsen, VisitScotland, tilldelade Glasgow Science Centre ett femstjärnigt betyg i kategorin besöksattraktion. 

## Historia
Glasgow Science Centre öppnade för allmänheten i juni 2001. Det är en del av den pågående ombyggnaden av Pacific Quay, ett område som en gång var en hamn känd som Prince's Dock. Ombyggnaden startade med Glasgow Garden Festival 1988. Liksom med de andra National Garden Festival var den 0,40 kvadratkilometer. Marken var avsedd att säljas för bostadsbyggande, men på grund av en nedgång i efterfrågan 1987 var utvecklarna oförmögna att utveckla marken som de tänkt sig, och den största delen av marken låg öde i flera år. Delar av den byggdes slutligen om för Science Centre och även Pacific Quay, inklusive nya huvudkontor för BBC Scotland och Scottish Television som öppnade 2007. Clydesdale Bank Tower demonterades och återuppfördes i Rhyl i norra Wales, men Glasgow Tower, byggt som en del av Science Center-komplexet, står på ungefär samma plats.
Arkitekter för Glasgow Science Centre var Building Design Partnership, men Glasgow Tower designades ursprungligen av arkitekten Richard Horden med ingenjörsdesign av Buro Happold. Det byggdes till en kostnad av cirka £75 miljoner, inklusive £10 miljoner för Glasgow Tower, med över £37 miljoner från Millennium Commission.

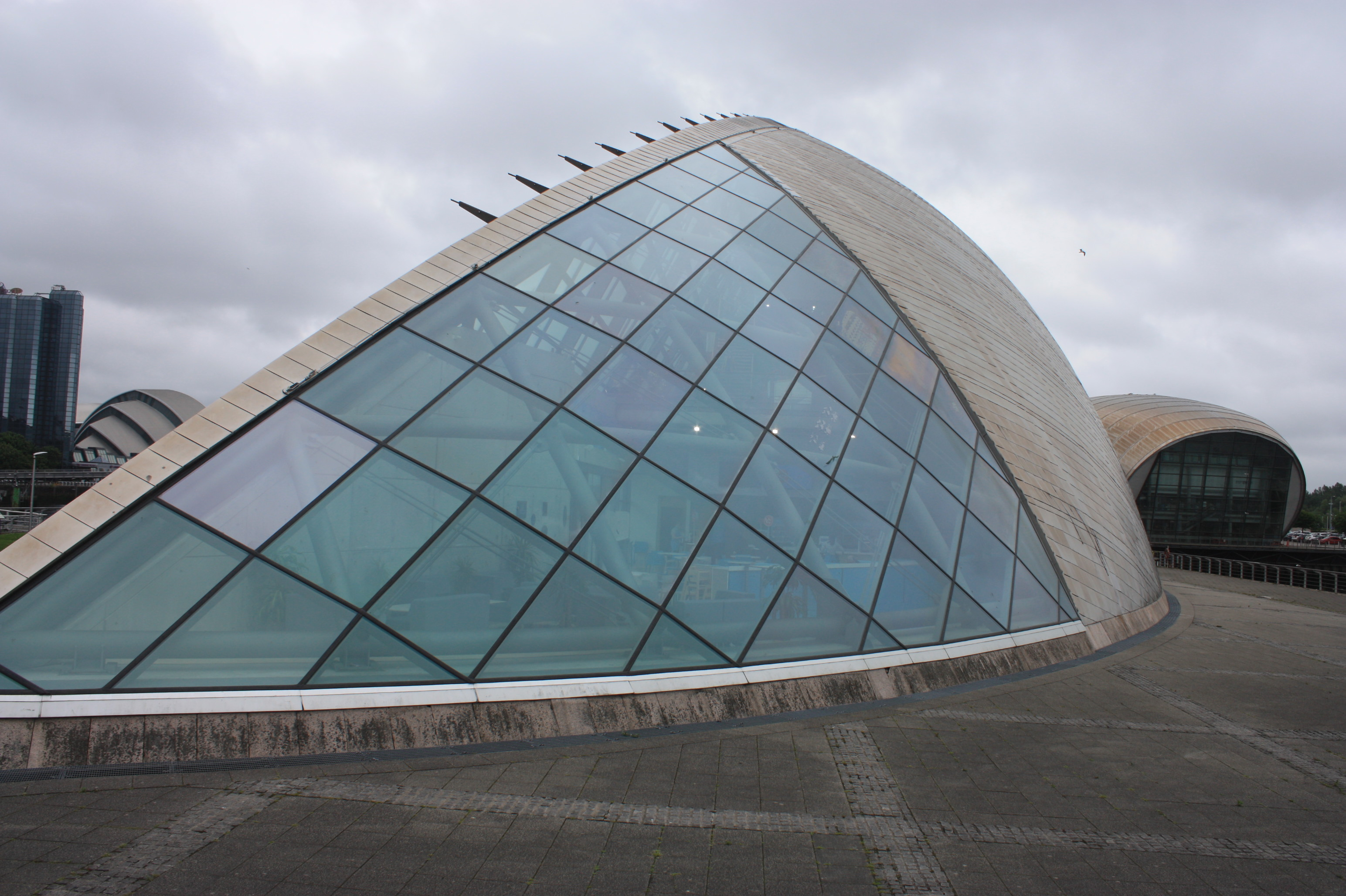
Glasgow Science Centre från väster

## Beskrivning av  Glasgow Science Centre
Den största av de tre huvudsakliga, titanklädda byggnaderna har en halvmåneformad struktur och inrymmer ett Science Mall. I arkitektoniska termer representerar det ett fartygs lutande skrov, en hänvisning till den intilliggande "kantningsbassängen", dit fartyg fördes för att få sina skrov rengjorda. Internt finns det tre våningar med över 250 vetenskapsutställningar. 

### Våning 1
På våning 1, bland de många interaktiva utställningarna som visar vetenskapliga principer, kan besökare komma åt en Science Show Theatre och Glasgow Science Centre Planetarium. Planetariet innehåller en Zeiss optisk-mekanisk projektor som projicerar bilder av natthimlen på en kupol med en diameter på 15 meter.  Det finns ett område speciellt för små barn, kallat The Big Explorer.

### Våning 2
På våning 2 kan besökare utforska möjligheter i STEM-karriärer i det interaktiva utställningsutrymmet My World of Work Live. Det finns också The Lab, som främst används som ett pedagogiskt försöksutrymme.

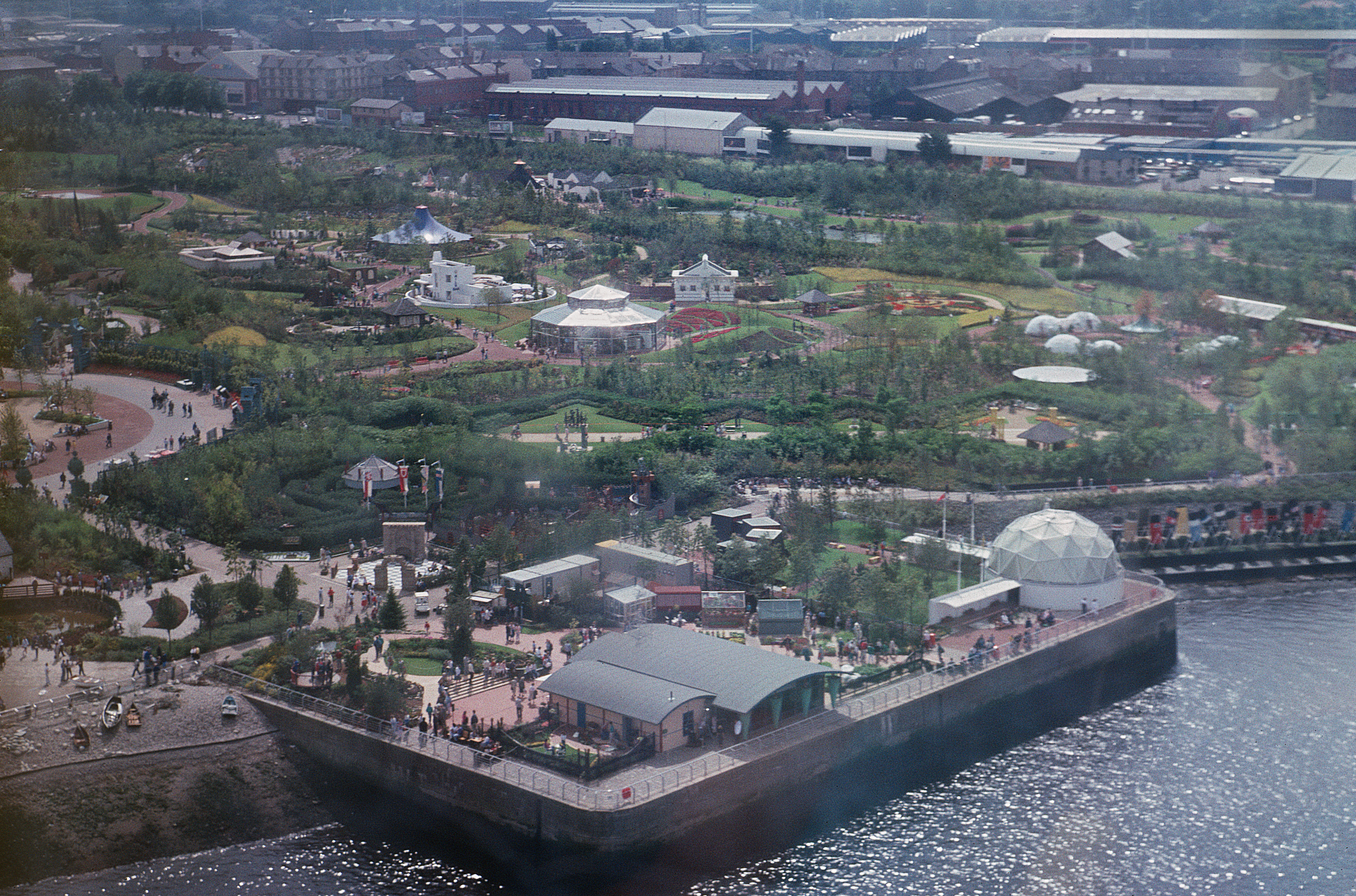
Glasgow Garden Festival

### Våning 3
Våning 3 renoverades 2012 och öppnades igen för allmänheten den 28 mars 2013. Den rymmer nu en interaktiv utställning om människors hälsa och välbefinnande under 2000-talet, och kallas BodyWorks. Besökare inbjuds att betrakta sin kropp, hälsa och livsstil ur ett nytt perspektiv genom 115 interaktiva utställningar, forskningskapslar och laboratorieupplevelser.

### Bottenvåningen
Bottenvåningen i Science Mall innehåller biljettdisk, kaféer, presentbutik och en garderob. Det finns ett antal flexibla utrymmen på bottenvåningen som används för en mängd olika utbildnings- och företagsändamål: ett utbildningsrum som kallas Ägget; en föreläsningssal kallad Auditoriet; och Clyde Suite, ett utrymme för flera olika ändamål. Tillgång till Glasgow Tower för allmänheten är också via bottenvåningen.

### Glasgow Tower

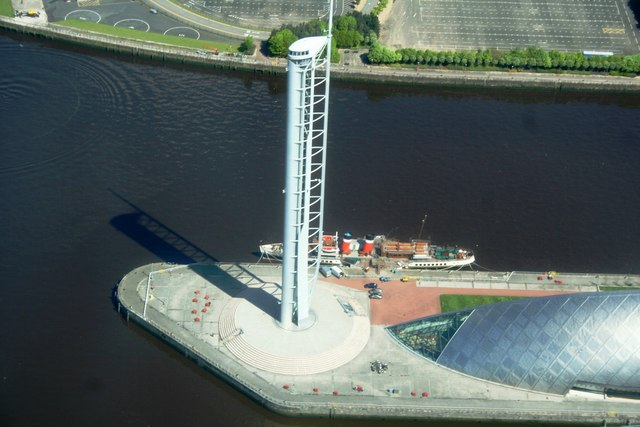
Flygbild av Glasgow Tower

Glasgow Tower är ett 127 meter fristående landmärke-observationstorn som ligger på södra stranden av floden Clyde i Glasgow, Skottland och utgör en del av Glasgow Science Center-komplexet. Det har ett Guinness världsrekord att vara den högsta helt roterande fristående strukturen i världen, där hela strukturen kan rotera 360 grader. Efter att ha stängts år 2008 för renovering, öppnade tornet igen för allmänheten i juli 2014.
Glasgow Tower har varit den högsta byggnaden i både Glasgow och Skottland sedan den stod färdig 2001.

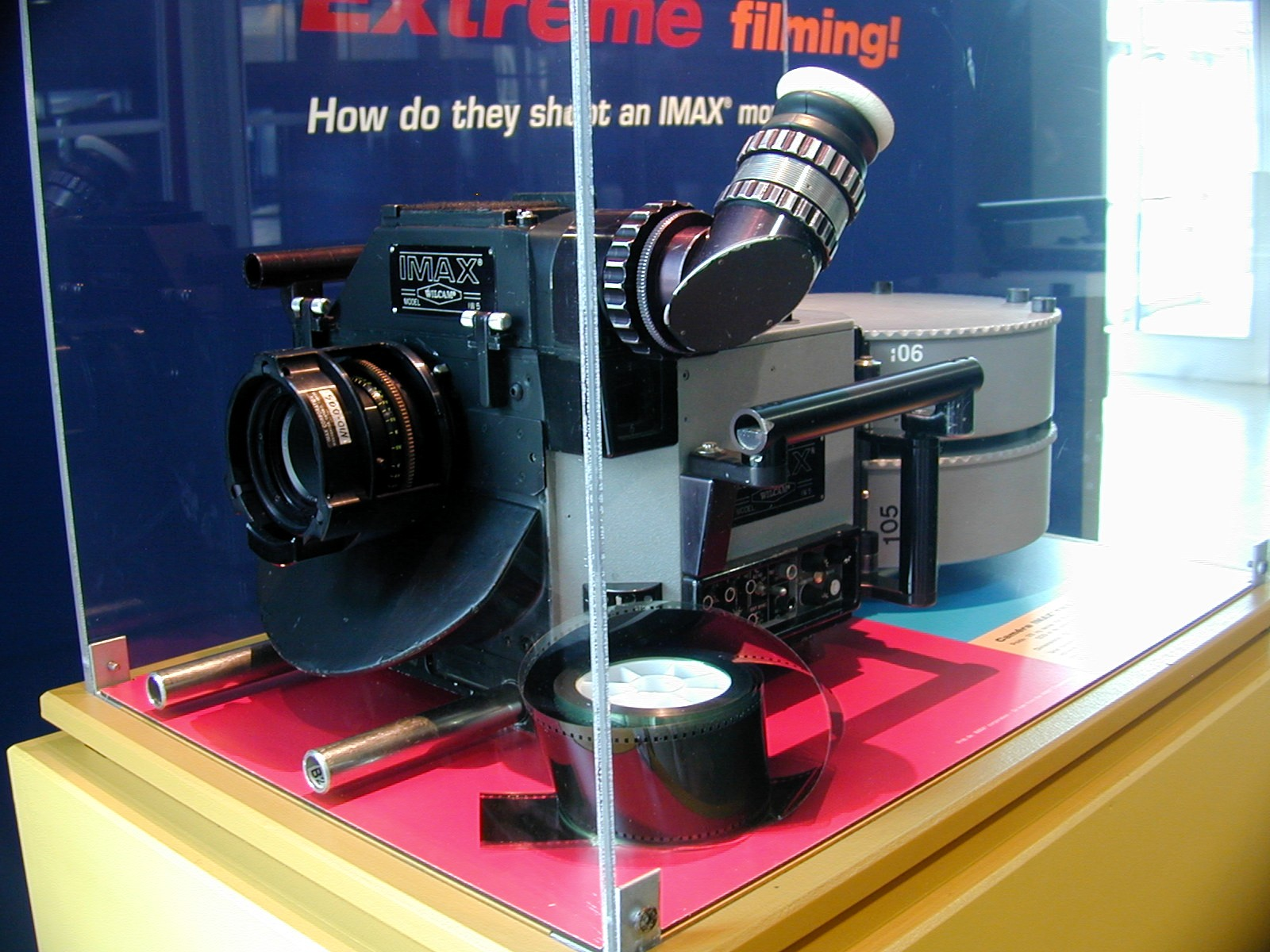
IMAX-kamera

### IMAX biografen
IMAX-biografen var den första IMAX-biograf som byggdes i Skottland. Dess enda auditorium har plats för 370 personer framför en rektangulär skärm som mäter 24 meter gånger 18 meter och har förmågan att visa 3D-filmer såväl som standard 2D-filmer i IMAX-format. Den öppnade för allmänheten i oktober 2000 och hade premiär för den första filmen, med titeln "Delfiner", flera månader innan de två andra byggnaderna öppnades. Den 6 september 2013 tog Cineworld över driften av biografen. Den 12 maj 2021 bekräftade Cineworld att de inte längre använder IMAX vid Glasgow Science Center och har för avsikt att släppa hyresavtalet.  [20] Glasgow Science Center meddelade att IMAX-teatern skulle öppna igen  i maj 2022. Glasgow Science Centre announced the IMAX theatre would reopen on 5 May 2022.

## Finansieringsfrågor
I juni 2004 tillkännagavs det att ungefär en femtedel av arbetsstyrkan skulle sägas upp efter skapandet av ett finansieringsavtal med den skotska regeringen. [22] I juni 2008 uppgav ledaren för de skotska liberaldemokraterna, Nicol Stephen, att Glasgow Science Center stod inför en 40 % nedskärning av statlig finansiering. Premiärminister Gordon Brown kommenterade denna fråga under premiärministerns frågor och sa: "Det är olyckligt i Glasgow att finansieringen har minskat till följd av Scottish National Party, och de kommer att få ångra det". Även om finansieringen av de skotska vetenskapscentren som helhet faktiskt har ökat, delas den nu upp mellan fyra centra som använder en formel baserad på antalet besökare, och Glasgow är det enda centret som står inför en minskning av budgeten. Detta ledde till tillkännagivandet i juli 2008 att 28 heltidstjänster tas bort som en direkt konsekvens av nedskärningarna "för att säkra Glasgow Science Centres framtid", enligt verkställande direktören Kirk Ramsay.

## I media
I CBeebies tv-program Nina and the Neurons är titelkaraktären Nina en neurologiforskare som arbetar vid Glasgow Science Centre. I verkligheten spelas Nina av skådespelerskan Katrina Bryan som inte är anställd på Glasgow Science Centre.